# Montipora tuberculosa
Montipora tuberculosa är en korallart som först beskrevs av Jean-Baptiste Lamarck 1816.  Montipora tuberculosa ingår i släktet Montipora och familjen Acroporidae. IUCN kategoriserar arten globalt som livskraftig. Inga underarter finns listade i Catalogue of Life.